# Ланкастер (округ, Пенсильвания)
Округ Ланкастер (англ. Lancaster County) располагается в штате Пенсильвания, США. Официально образован 10 мая 1729 года. По состоянию на 2010 год численность населения составляла 519 445 человека.

## География
По данным Бюро переписи США, общая площадь округа равняется 2548,563 км², из которых 2457,912 км² занимает суша и 90,650 км² или 3,530 % это водоемы.

## Население
По данным переписи населения 2000 года в округе проживает 470 658 жителей в составе 172 560 домашних хозяйств и 124 070 семей. Плотность населения составляет 191,00 человек на км2. На территории округа насчитывается 179 990 жилых строений, при плотности застройки около 73,00-ти строений на км2. Расовый состав населения: белые — 91,46 %, афроамериканцы — 2,76 %, коренные американцы (индейцы) — 0,14 %, азиаты — 1,45 %, гавайцы — 0,03 %, представители других рас — 2,90 %, представители двух или более рас — 1,25 %. Испаноязычные составляли 5,68 % населения независимо от расы. В округе Ланкастер расположена наибольшая в США община амишей, основанная в 1760 году (в 2022 она составляла 40 тыс человек).
В составе 33,70 % из общего числа домашних хозяйств проживают дети в возрасте до 18 лет, 59,90 % домашних хозяйств представляют собой супружеские пары проживающие вместе, 8,60 % домашних хозяйств представляют собой одиноких женщин без супруга, 28,10 % домашних хозяйств не имеют отношения к семьям, 23,10 % домашних хозяйств состоят из одного человека, 9,30 % домашних хозяйств состоят из престарелых (65 лет и старше), проживающих в одиночестве. Средний размер домашнего хозяйства составляет 2,64 человека, и средний размер семьи 3,14 человека.
Возрастной состав округа: 26,60 % моложе 18 лет, 9,20 % от 18 до 24, 28,30 % от 25 до 44, 21,90 % от 45 до 64 и 21,90 % от 65 и старше. Средний возраст жителя округа 36 лет. На каждые 100 женщин приходится 95,10 мужчин. На каждые 100 женщин старше 18 лет приходится 91,60 мужчин.